# Nikola Dinev
Nikola Dinev Nikolov bolgárul: Никола Динев Николов (Nova Zagora, 1953. október 18. – 2019. június 1.) világ- és Európa-bajnok bolgár birkózó.

## Pályafutása
Az 1976-os montréali olimpián az ötödik helyen végzett kötöttfogás 100+ kg-os versenyszámban. 1975 és 1986 között kettő világbajnoki arany- és három ezüst-, illetve öt Európa-bajnoki arany- és egy ezüstérmet szerzett.

## Sikerei, díjai
- Világbajnokság – kötöttfogás, 100+ kg
  - aranyérmes (2): 1977, 1982
  - ezüstérmes (3): 1978, 1981, 1983
- Európa-bajnokság – kötöttfogás, 100+ kg
  - aranyérmes (5): 1977, 1980, 1982, 1983, 1986
  - ezüstérmes: 1975